# Международный аэропорт имени Сангстера
Международный аэропорт имени Сангстера (англ. Sangster International Airport (ИАТА: MBJ, ИКАО: MKJS) — международный аэропорт, расположенный в Монтего-Бэй, Ямайка. Один из самых современных и загруженных аэропортов стран Карибского бассейна, пассажиропоток в год составляет порядка 3,7 млн человек. Главный из двух важнейших аэропортов Ямайки, вторым является расположенный в Кингстоне Международный аэропорт имени Нормана Мэнли. Аэропорт назван в честь премьер-министра Ямайки — Дональда Сангстера.
Аэропортом управляет управляющая компания MBJ Airports Limited, ведущим акционером которой является Grupo Aeroportuario del Pacífico, а миноритарным акционером является Vantage Airport Group. Аэропорт был приватизирован и передан Управлением аэропортов Ямайки в 2003 году. Исследование 2021 года показало, что аэропорт вошел в число 20 наиболее уязвимых международных аэропортов повышение уровня моря, вызванного изменениями климата.

## История
В 1936 году власти города Монтего-Бэй, выбрали подходящий участок земли под строительство аэропорта. В 1940 году была построена взлётно-посадочная полоса, эксплуатируемая частными самолетами, 18 февраля 1947 года завершилось строительство аэропорта, который тогда назывался «Аэропорт Монтего-Бей». Первой международной авиакомпанией ставшей регулярно использовать взлетную площадку стала Pan American Airways, которая до 1949 года осуществляла управление аэропортом, а аэропорт, который по сравнению с сегодняшними стандартами больше походил на небольшой аэродром, эксплуатировался Pan American до 30 сентября 1949 г, когда правительство Ямайки взяло под свой контроль объект. Одним из наиболее заметных отличий тогдашнего аэропорта от сегодняшнего было то, что первоначально здание аэровокзала находилось на северной стороне взлетно-посадочной полосы, но было перемещено на южную сторону взлетно-посадочной полосы во время одного из нескольких этапов модернизации, которые проводились на этом объекте, что было вызвано возросшим пассажиропотоком за последние годы. Планы строительства нового терминала на его нынешнем месте были объявлены в июле 1955 года, они были частью плана продолжающейся модернизации и реструктуризации объекта, чтобы он мог справиться с ростом трафика. Первоначальный терминал был построен и открыт 7 июля 1959 года с пропускной способностью 500 пассажиров в час и парковкой для семи самолетов одновременно.

### Продажа и расширение
На протяжении многих лет процесс модернизации был непрерывным, и в конечном итоге объект превратился в крупнейший из трех международных аэропортов на Ямайке, обслуживающий около 3,7 миллиона пассажиров в год к 2007 году. Руководство и партнеры аэропорта пытались начать рейсы из Азии, но в 2010 году проект застопорился.
С января 2001 года выполняются планы по расширению аэропорта до статуса аэропорта мирового класса. Новый восточный вестибюль был официально открыт в декабре 2005 года. Второй этап должен был начаться к концу 2006 года; однако, поскольку экономические условия были благоприятными, а количество туристов на Ямайке росло, второй этап был перенесен на январь 2006 года.
Запланированное расширение основной взлетно-посадочной полосы находилось на этапе подготовки, но из-за плохих экономических условий проект расширения взлетно-посадочной полосы был остановлен на неопределенный срок в 2012 году. Это расширение предоставило бы аэропорту полностью функционирующую взлетно-посадочную полосу длиной 3 000 м. MBJ Airports Limited также ввела в эксплуатацию новый таможенный зал, зал прибытия и транспортный центр в марте 2007 года. С тех пор были начаты и завершены в сентябре 2008 года дальнейшие проекты расширения и реконструкции, такие как перенос иммиграционного зала и торгового центра беспошлинной торговли. Это увеличило пропускную способность до девяти миллионов пассажиров в год. Также есть планы по перемещению башни и внутреннего терминала.
В 2006 году в аэропорту произошла смена руководства после смены консорциума, управляющего этим объектом. Отношения между новым руководством и профсоюзами были сложными: в ноябре 2007 г. и в ноябре 2009 г. проводились забастовки.
Аэропорт получил награду World Travel Awards в номинации «Ведущий аэропорт Карибского бассейна» за 2005 и 2009–2017 годы.

### Перспективы развития
В связи с активным ростом числа пассажиров и добавлением новых маршрутов консорциум аэропортов принял ряд проектов по реконструкции аэропорта, чтобы справиться с возросшим спросом. В аэропорту будет отремонтирована зона регистрации, которая оставалась нетронутой с 2008 года, а также будут заменены перроны, рулежная дорожка и взлетно-посадочная полоса. Аэропорт также обновил свои предложения беспошлинной торговли и в марте 2018 года открыл три точки Starbucks, дополнив уже хорошо оборудованные предложения в контролируемой зоне, такие как Auntie Anne's, Quiznos, Nathan's, Dairy Queen, Moe's Southwest Grill и Wendy's, и др. В марте 2018 года аэропорт объявил о своем плане реконструкции торговой зоны, чтобы повысить качество обслуживания клиентов и оптимизировать прибыль от розничной торговли.

## Авиакомпании и направления

### Пассажирские
Примечания:
↑ : Virgin Atlantic выполняет остановку в Нассау на рейсах между Монтего-Бей и Лондоном. Однако, они не имеют прав на перевозку пассажиров только между Монтего-Бей и Нассау.

## Статистика
Данные из запроса в Викиданные.
| Год  | Пассажиропоток | Изменения | Воздушное движение | Изменения |
| ---- | -------------- | --------- | ------------------ | --------- |
| 2014 | 3,633,998      | -         | 40,764             | -         |
| 2015 | 3,800,608      | ▲4.58%    | 41,338             | ▲1.41%    |
| 2016 | 3,952,273      | ▲3.99%    | 40,823             | ▼1.24%    |
| 2017 | 4,284,558      | ▲8.41%    | 41,263             | ▲1.08%    |
| 2018 | 4,537,585      | ▲5.91%    | 41,005             | ▼0.63%    |
| 2019 | 4,766,301      | ▲5.04%    | 42,283             | ▲3.12%    |
| 2020 | 1,624,827      | ▼65.91%   | 19,357             | ▼54.22%   |
| 2021 | 2,589,259      | ▲59.35%   | 28,391             | ▲46.67%   |

## Авиакатастрофы и происшествия
- 21 января 1960 года самолет Lockheed L-1049E Super Constellation авиакомпании Avianca, следовавший из Нью-Йорка в Монтего-Бей через Майами, разбился и сгорел при посадке, в результате чего погибло 37 из 46 человек, находившихся на борту[10].
- 19 апреля 2009 г был угнан Boeing 737-800 авиакомпании CanJet. Сообщается, что угонщик, вооруженный полуавтоматическим пистолетом, попросил доставить его на Кубу[11]. Однако сотрудники службы безопасности в конечном итоге восстановили контроль над самолетом, никто не пострадал.